# Croati in Italia
I croati in Italia, già noti come schiavoni, sono una minoranza nazionale formata dai contemporanei cittadini della Repubblica di Croazia residenti in Italia (17.362 al 1º gennaio 2021, concentrati soprattutto in Veneto, Friuli-Venezia Giulia e Lombardia) e dai cittadini italiani storicamente di lingua e cultura croata. Tra questi ultimi, hanno particolare rilevanza la comunità dei croati del Molise (circa 1.500 persone croatofone), stabilitisi in centro Italia sin dal Medioevo (XV e XVI secolo), e quella più recente dei croati di Trieste. Queste migrazioni, come in precedenza per le popolazioni albanesi, furono originate dall'invasione turca dei Balcani, costituendo così delle piccole isole linguistiche.

## Storia

### Croati del Molise
I croati del Molise sono una minoranza etno-linguistica presente nei comuni di Montemitro, Acquaviva Collecroce e San Felice del Molise. Si tratta di una comunità slavofona cattolica che lasciò le sponde orientali dell'Adriatico prima dell'invasione ottomana, trovando rifugio all’interno di alcuni feudi nel Regno di Napoli. Questi territori furono gestiti prima dall’Ordine di Malta ed in seguito dalla nobile famiglia dei Siliberto Neri, marchesi di Acquaviva Collecroce e baroni di Montemitro. Questi paesi hanno mantenuto fino ad oggi l’uso della lingua croata molisana e delle loro tradizioni tipiche.

### Croati di Trieste
La città di Trieste ha accolto una presenza croata nel corso di tutta la sua storia. Le prime associazioni croate di mutuo soccorso si formano a Trieste alla fine del XIX secolo. Da un punto di vista culturale ed economico, l'italianizzazione e l'impatto del fascismo nel primo dopoguerra portano ad un indebolimento delle forme organizzate di socializzazione tra i croati e gli altri slavi (prevalentemente sloveni).
A differenza degli sloveni, più numerosi e radicati, i croati di Trieste non riescono a mantenere le loro strutture di riferimento nell'Italia repubblicana. La convenzione italo-jugoslava vedrà il riconoscimento reciproco della minoranza slovena in Italia e della minoranza italiana in Jugoslavia, ma non di quella croata. I croati di Trieste tornano all'associazionismo negli anni '90 durante la guerra d'indipendenza croata, con la nascita del "Comitato Pro Croazia" nel 1992 e della Matica hrvatska (Matrix Croatica) nel 1996, attiva fino ai primi anni 2000. Infine nel 1999 si consolida la "Comunità Croata di Trieste" (Hrvatska Zajednica u Trstu) come associazione culturale della minoranza croata triestina.
Dal 1999 la Comunità croata di Trieste organizza l'insegnamento della lingua croata a Trieste, sulla base del “Curriculum dell’insegnamento di croato all’estero” del Ministero dell’istruzione e dello sport croato. Le lezioni si tengono dal 2003 presso la scuola elementare slovena “J. Ribičič-K. Širok” sita in Via Frausin 12.
A Trieste ha anche sede un consolato generale della Repubblica di Croazia.

### Croati di Roma

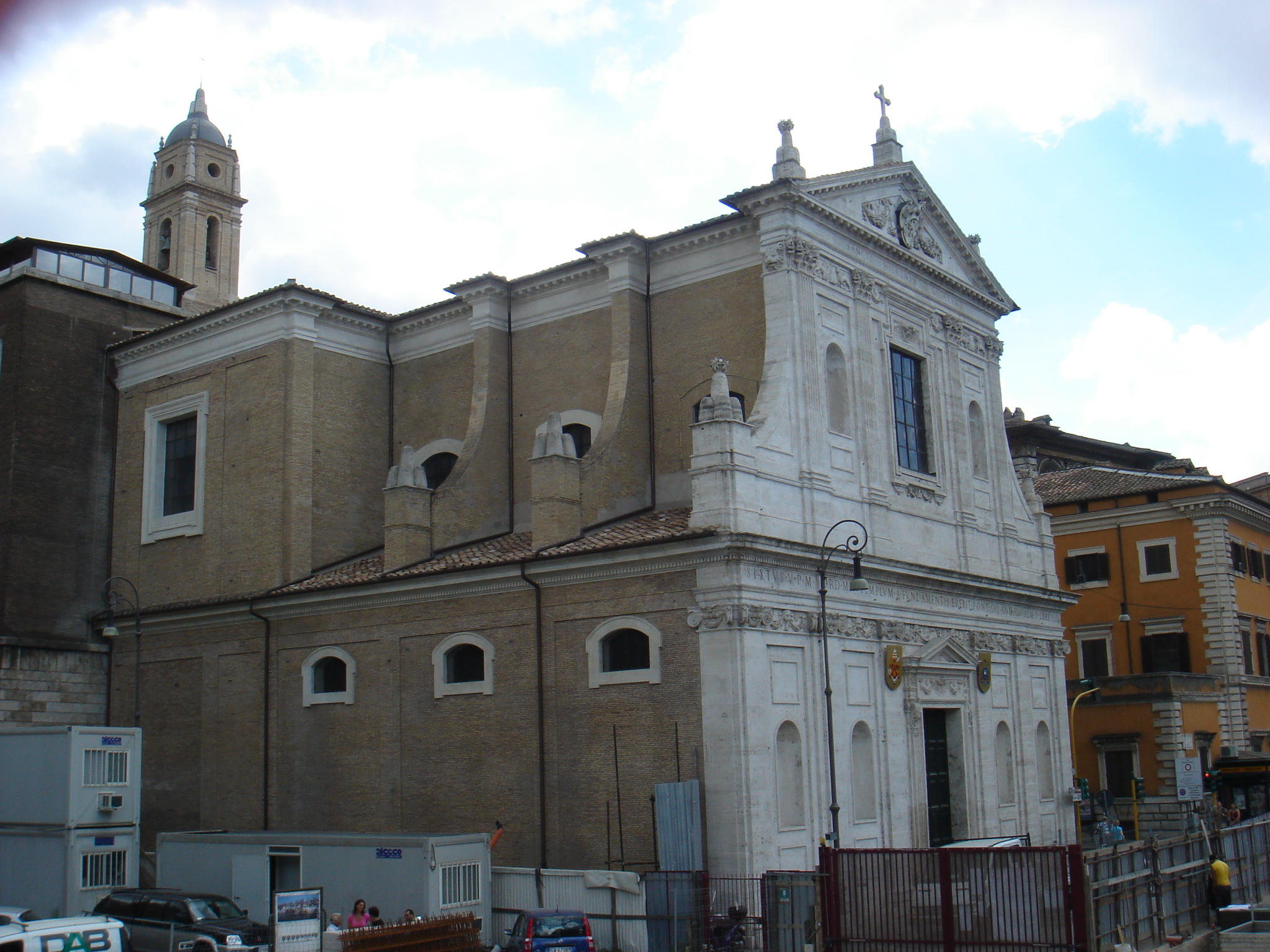
San Girolamo degli Schiavoni, Roma

Una comunità croata è presente a Roma già prima e durante il periodo jugoslavo, anche in relazione ai legami tra la Chiesa cattolica croata e il Vaticano, attorno al Pontificio Collegio Croato di San Girolamo (via Di Ripetta).
Durante la guerra d'indipendenza croata e la successiva guerra in Bosnia, varie iniziative civiche si organizzano per sensibilizzare la popolazione italiana e portare aiuti umanitari alle popolazioni in conflitto. Tra questi, il Comitato Pro Croazia e gli Amici di Dubrovnik. Nel 1993 viene fondata l'Associazione Italo–Croata di Roma.
A partire dal 1995, l'associazione croata romana si focalizza sulle iniziative culturali e linguistiche e sulle relazioni con la minoranza croata del Molise. L'associazione pubblica la rivista bilingue Zajedno/Insieme.

### Comunità estinte

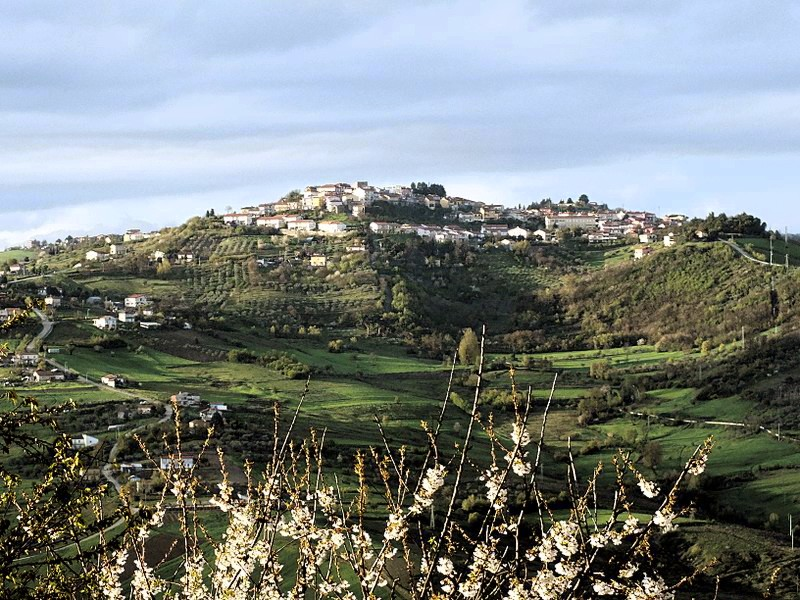
Villanova del Battista, già Polcarino degli Schiavoni, il più meridionale tra gli antichi insediamenti croati di cui si abbia certezza storica

È storicamente attestata la colonizzazione da parte di esuli slavo-croati nei comuni di Palata, Tavenna, Mafalda, Montelongo, Petacciato, San Biase e San Giacomo degli Schiavoni (tutti situati nella provincia di Campobasso) nonché in Abruzzo, ove l'insediamento di Cappelle sul Tavo era ubicato a nord del fiume Pescara, e infine lungo l'Appennino campano laddove gruppi slavi giungevano fin oltre la valle del Miscano, in particolare nei borghi di Ginestra degli Schiavoni e Villanova del Battista (l'antica Polcarino degli Schiavoni). È inoltre certo che in quest'ultimo centro la comunità croata fosse compatta e monolingue, tanto che nel 1584 fu presentata un'istanza formale alla diocesi di Ariano al fine di ottenere l'assegnazione di un arciprete madrelingua slavo.